# Francisco Renart
Francisco Renart y Arús (Sarrià, 1783 - Barcelona, 1853) fue un arquitecto, urbanista, actor y dramaturgo español.

## Biografía

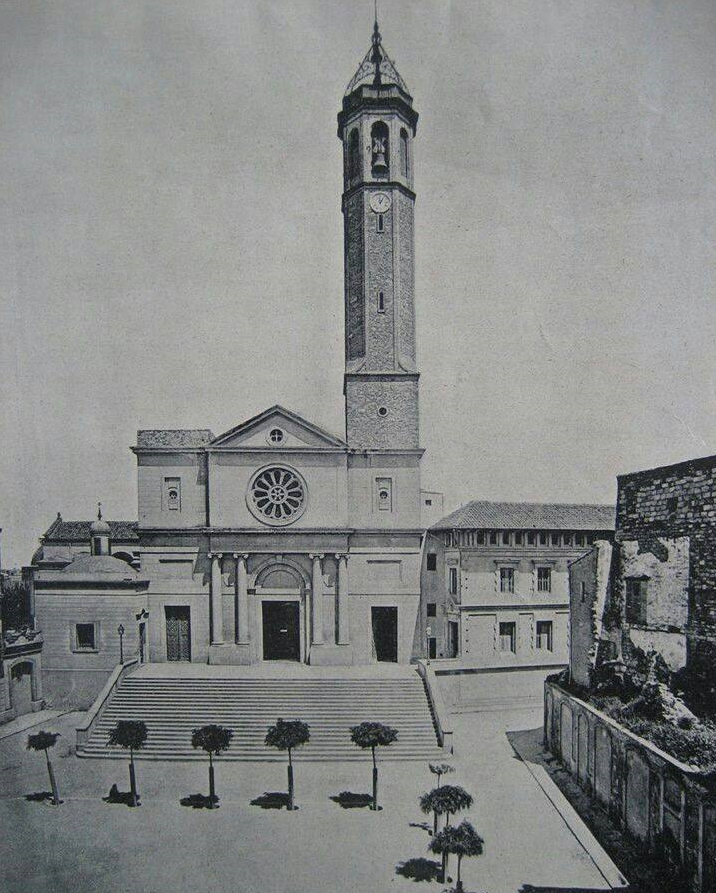
Iglesia de Santa María de Sants (1828).

Era hijo del maestro de obras José Renard Closes. Estudió en Cervera y Barcelona, y en 1803 ingresó en el gremio de maestros de casas, arquitectos y picapedreros. Luchó en la Guerra de la Independencia contra las tropas napoleónicas. De ideología liberal, durante el Trienio Constitucional fue síndico del Ayuntamiento de Barcelona (1821-1823). Fue prohombre tercero del gremio de arquitectos, y desde 1824 dio clases en la Escuela de la Lonja, en sustitución de Antoni Cellers. Desde 1822 fue miembro de la Real Academia de las Buenas Letras de Barcelona.
Fue autor de unas obras de ampliación del puerto de Barcelona, así como de las canalizaciones de los ríos Besós y Llobregat. Fue el primero en diseñar una planificación del futuro ensanche de Barcelona, que más tarde realizaría Ildefonso Cerdá, y en 1822 determinó la anchura del paseo de Gracia. En 1820 diseñó una iglesia para sustituir la antigua capilla de San Lorenzo de Sant Feliu de Llobregat, que no llegó a construirse.
En 1828 construyó la iglesia parroquial de Santa María de Sants, de estilo neoclásico, con portada de arco de medio punto flanqueado por dos columnas jónicas, sobre el que se sitúa un rosetón y un frontón triangular, y en el lateral una torre-campanario de 70 m de altura. La iglesia fue destruida en 1936, y reconstruida entre 1940 y 1965 por Raimundo Durán Reynals.
Además de su labor profesional como arquitecto y urbanista fue un gran amante de las letras y autor de diversas obras teatrales. Era un experto en gramática, tanto que Buenaventura Carlos Aribau le pidió que le corrigiera su Oda a la Patria. Fue uno de los fundadores del Gran Teatro del Liceo, y presidente de la sociedad La Apolínea.
Fue autor de varios sainetes bilingües catalán-castellano, entre los cuales destaca El sastre i l'assistent o sigui les bodes canviades. Esta obra costumbrista, que más tarde pasaría a titularse La Laieta de Sant Just o les bodes canviades, refleja las relaciones entre labradores y menestrales, entre los catalanes y los recién llegados castellanos, así como la emigración que se produce hacia las ciudades. A pesar de que este tipo de piezas se denominen bilingües, en realidad es el catalán la lengua que predomina, y tan solo uno o dos personajes se expresan en castellano.